# Domino van de Middelstede
Vous lisez un « bon article » labellisé en 2019.
Pour les articles homonymes, voir Domino.
Domino van de Middelstede (surnommé Domino, né le 21 avril 2003) est un cheval hongre bai du stud-book BWP, monté en saut d'obstacles par le jeune cavalier belge Jos Verlooy, puis par une Américaine, Audrey Coulter. Il est acquis à l'âge de 7 ans par Axel Verlooy, propriétaire d'une écurie de commerce et père de Jos Verlooy, pour permettre à son fils de devenir cavalier international. Le couple construit une carrière fructueuse, en se classant 5e en finale de la Coupe du monde de saut d'obstacles 2014-2015, à Las Vegas, pour sa première participation à ce niveau de compétition. Ne parvenant pas à se qualifier pour les Jeux olympiques d'été de 2016, les Verlooy revendent ensuite Domino à Audrey Coulter. 
Réputé pour son intelligence et son caractère agréable, Domino est mis à la retraite fin 2018, à l'âge de 15 ans.

## Histoire

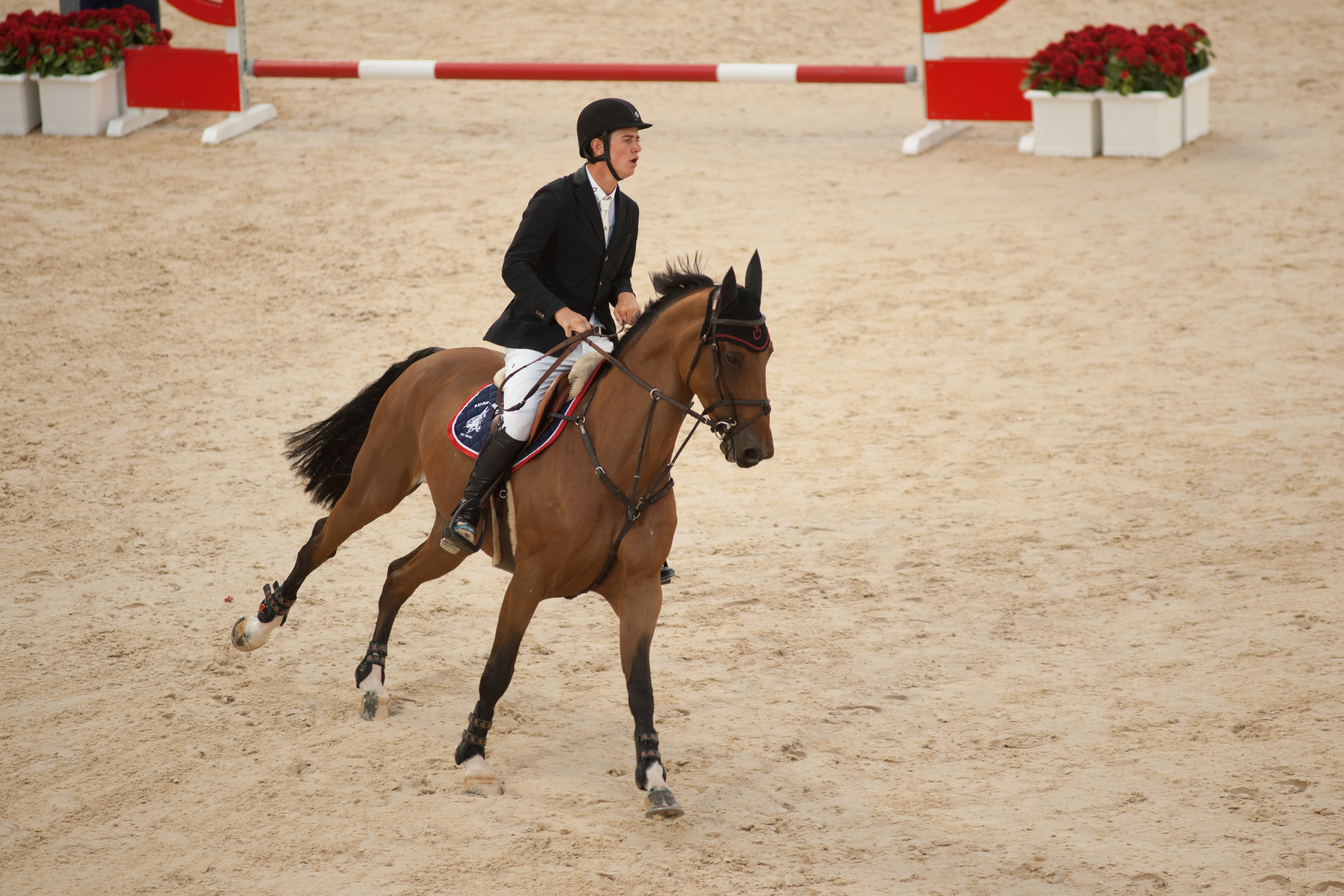
Domino monté par Jos Verlooy à l'étape du Global Champions Tour de Lausanne, en septembre 2013.

### Jeunes années
Domino naît le 21 avril 2003 à l'élevage de Jef Adriaensen, à Rijkevorsel en Belgique, sous le nom originel de Domino van de Middelstede. Il est présenté au jeune Jos Verlooy par son père, le marchand de chevaux Axel Verlooy, alors que ce cavalier est âgé de 13 ou 14 ans, et le cheval de 7 : il compte s'entraîner pour accéder aux épreuves pour jeunes cavaliers,. Dès lors, le cheval est hébergé dans les écuries de commerce et d'entraînement Euro Horse, à Grobbendonk. Le couple gravit rapidement les échelons du saut d'obstacles, en remportant le titre de champion de saut d'obstacles belges Junior et en terminant à la quatrième place individuelle lors des championnats d’Europe Junior en 2012,.

### Passage en compétition senior
Domino et Verlooy sont sélectionnés pour les championnats d'Europe Senior de Herning en 2013. Ils sont le seul couple cavalier-cheval belge à accéder à la finale de cette compétition.
Domino participe aux Jeux équestres mondiaux de 2014 à Caen, toujours avec Jos Verlooy, en tant que membre réserviste de l'équipe belge de saut d'obstacles. Il y remplace Jos Lansink et Litrange LXII, qui n'a pas passé le contrôle vétérinaire. Ces Jeux sont un relatif échec pour le couple, en raison d'une chute sur la première épreuve. La semaine suivante, ils sont disqualifiés de l'étape Global Champions Tour de Lausanne. Ils se reprennent au fil de la suite de la saison, notamment en décrochant le Grand Prix de Los Angeles sans toucher une seule barre,, ce qui constitue le premier Grand Prix remporté par Verlooy, alors âgé de 18 ans. Durant l'hiver 2014-2015, Domino réalise des sans-faute sur environ 30 % de ses parcours. En avril 2015, le couple se classe 5e pour sa première participation à une finale en Coupe du monde, en raison d'une barre sur le dernier obstacle au dernier tour.
Verlooy espère que la qualité de son cheval favorisera une sélection olympique de l'équipe belge. Les résultats de l'équipe belge et du couple sont cependant modestes durant les championnats d'Europe de saut d'obstacles 2015 : Verlooy étant éliminé, l'équipe belge termine 11e.

### Vente à Audrey Coulter et retraite
L'absence de sélection en équipe belge pour les Jeux olympiques d'été de 2016 pousse la famille Verlooy à vendre Domino.
Toujours propriété d'Axel Verlooy, Domino est vendu à l'âge de 12 ans, en septembre 2015, aux écuries Copernicus de l'Américaine Audrey Coulter, qui le monte dans les mêmes écuries (Euro Horse) que celles des Verlooy,,. Les Verlooy espèrent que Domino permettra à l'Américaine d'accéder aux Jeux olympiques. En raison de résultats modestes avec sa nouvelle cavalière, le hongre retrouve Jos Verlooy début 2017, pendant 4 mois. Il cesse de concourir après septembre 2017.
Domino est mis à la retraite le 10 décembre 2018, à l'âge de 15 ans,.

## Description
Domino est un hongre bai inscrit au stud-book du BWP, toisant 1,70 m. Verlooy le décrit comme un cheval très intelligent, de caractère agréable. Il le travaille habituellement deux fois par jour, en incluant une promenade en forêt.

## Palmarès
Domino a permis à Jos Verlooy de construire sa carrière internationale, et d'accéder au 32e rang au classement des meilleurs cavaliers de saut d'obstacles du monde.

### En 2012
- Champions de Belgique en saut d'obstacles Junior[8]
- 29 mars 2012 : Second du Grand prix du concours de saut international 2 étoiles (CSI2*) de Bonheiden, à 1,45 m[1]
- 13 août 2012 : 4e en individuel aux championnats d'Europe de saut d'obstacles Jeunes cavaliers à Ebreichsdorf[8],[1]
- 6 septembre 2012 : Second du Grand Prix du CSI2* de Zandhoven, à 1,45 m[1]
- 14 septembre 2012 : Vainqueur du Prix Equestrio et du Prix Libra Law au CSI2* de Lausanne, à 1,40 m et 1,45 m[24],[1]
- 14 décembre 2012 : Vainqueur du Grand Prix du CSI2* de La Corogne, à 1,45 m[1]

### En 2013

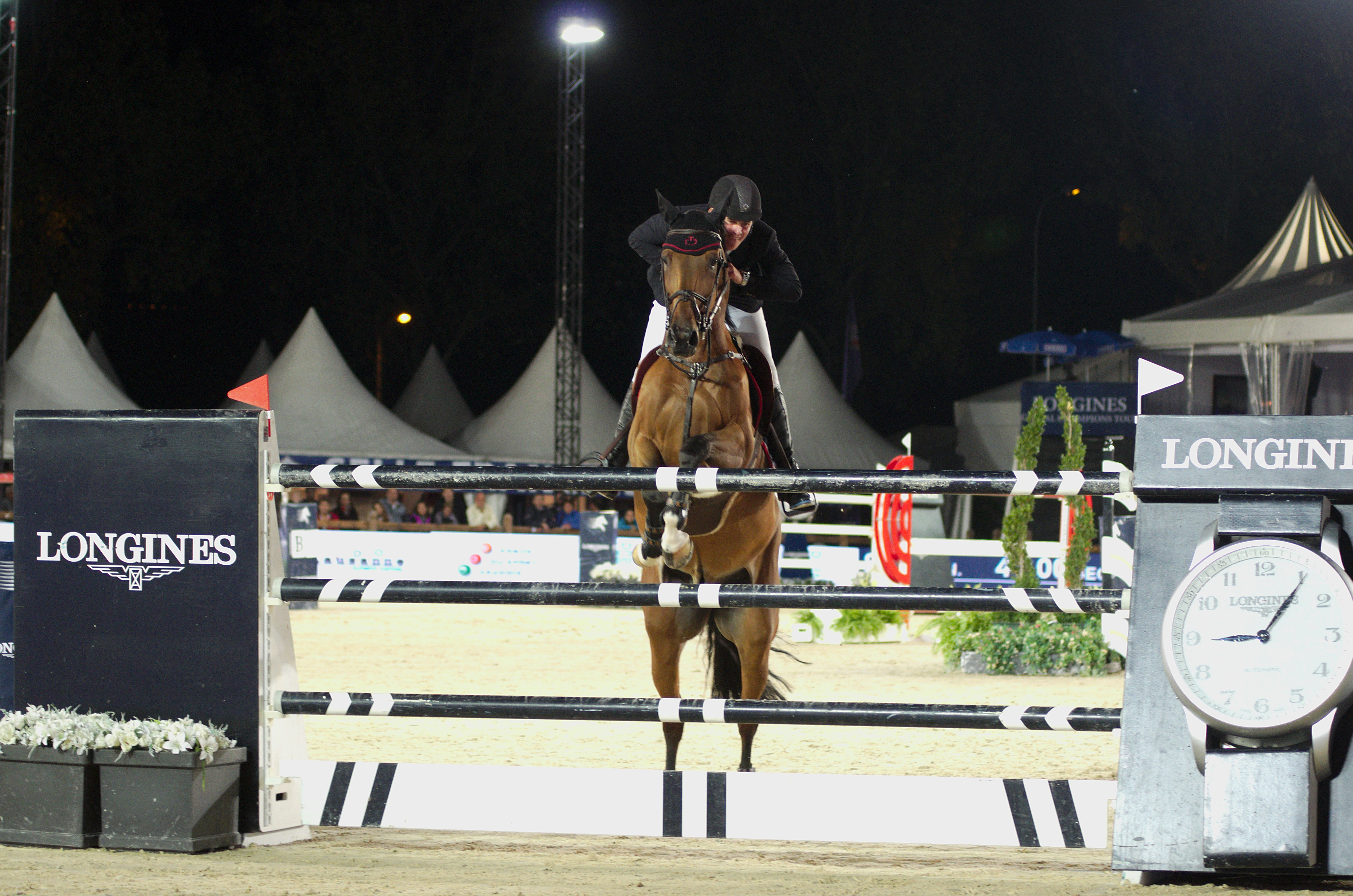
Domino monté par Jos Verlooy à l'étape du Global Champions Tour de Lausanne, en septembre 2013.

- 18 janvier 2013 : 5e du Prix De Telegraaf du concours de saut international 4 étoiles (CSI4*) d'Amsterdam, à 1,50 m[1]
- 26 février 2013 : 3e du Grand Prix du CSI2* de Vilamoura (étape Atlantic Tour), à 1,45 m[1]
- 12 mars 2013 : 13e du Grand Prix du concours de saut international 3 étoiles (CSI3*) de Vilamoura (étape Atlantic Tour), à 1,50 m[1]
- 8 avril 2013 : 4e du Grand Prix du CSI3* de Lanaken, à 1,50 m[1]
- 25 avril 2013 : 12e du Grand Prix du CSI4* d'Anvers, à 1,60 m[1]
- 2 mai 2013 : 19e du Grand Prix du concours de saut international olympique 4 étoiles (CSIO4*) de Lummen, à 1,60 m[1]
- 14 septembre 2013 : 15e du Grand Prix de l'étape Global Champions Tour de Lausanne à 1,60 m[1]
- 29 septembre 2013 : 5e de l'étape Coupe des nations, concours de saut international olympique 5 étoiles (CSIO5*) de Barcelone, à 1,60 m[1]
- 5 novembre 2013 : 9e de l'étape Coupe des nations, concours de saut international 4 étoiles (CSI4*-W) de Toronto, à 1,60 m[1]

### En 2014
- 13 avril 2014 : 9e du Grand Prix du Concours de saut international trois étoiles (CSI3*) de Lanaken[1]
- 2 mai 2014 : 3e de l'étape Coupe des nations, concours de saut international olympique 5 étoiles (CSIO5*) de Lummen, à 1,60 m[1]
- 17 mai 2014 : 5e du CSIO5* de La Baule, à 1,60 m[1]
- 30 mai 2014 : 6e du CSIO5* de Saint-Gall, à 1,60 m[1]
- 1er août 2014 : 4e du CSIO5* de Hickstead, à 1,60 m[1]
- 28 septembre 2014 : Vainqueur du Grand Prix du Concours de saut international cinq étoiles (CSI5*) de Los Angeles[7],[14],[1]
- 21 décembre 2014 : 11e de l'étape Coupe du monde (CSI5*-W) de Londres, à 1,40 m-1,60 m[1]
- 30 décembre 2014 : 7e de l'étape Coupe du monde (CSI5*-W) de Malines, à 1,40 m-1,60 m[1]

### En 2015

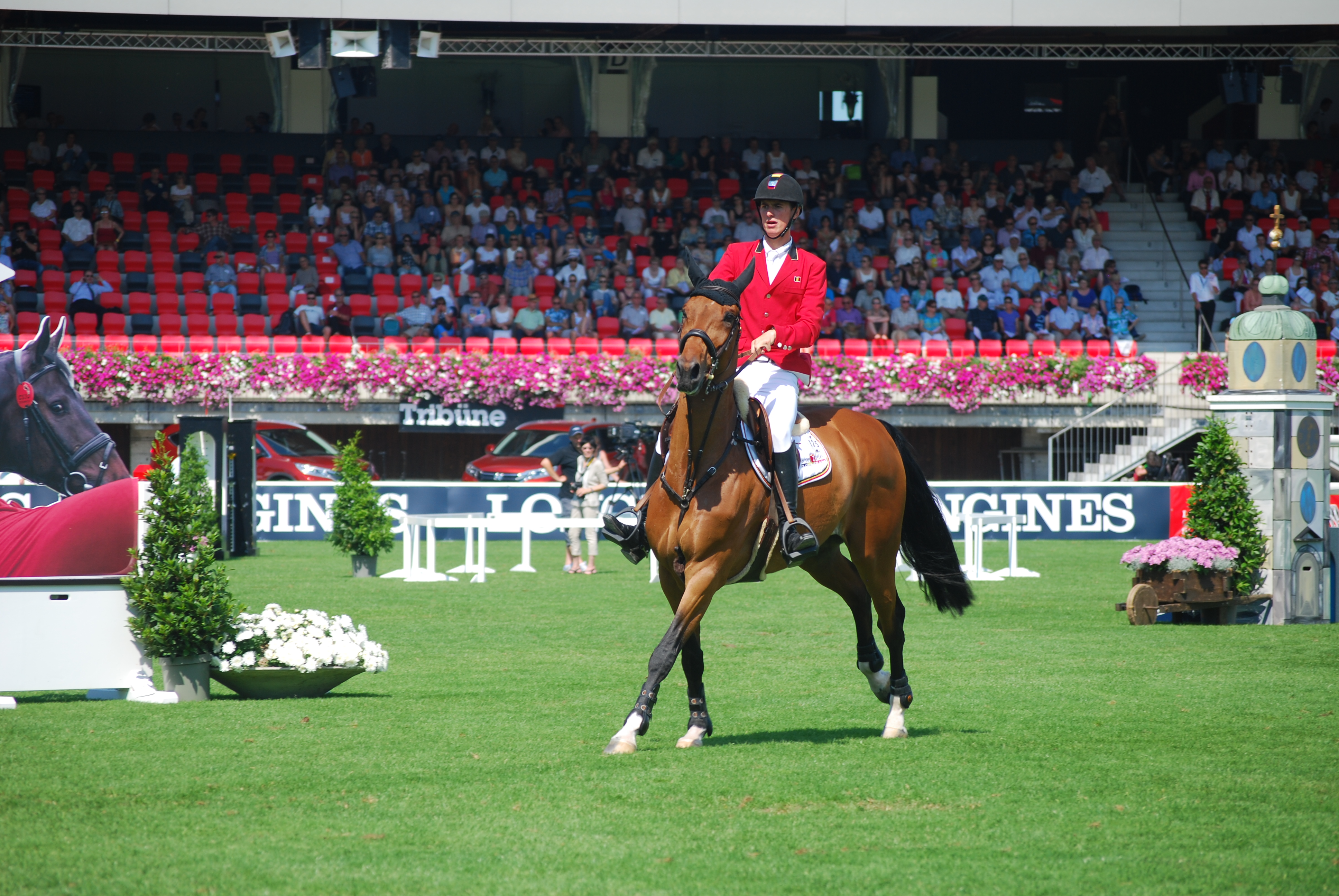
Jos Verlooy et Domino le jour de leur victoire au CSIO de Saint-Gall, le 5 juin 2015.

Domino est récompensé du prix EquiTime en 2015.
- 22 mars 2015 : 6e du Grand Prix du CSI4* de Brunswick, à 1,55 m[1]
- 19 avril 2015 : 5e en individuel à la finale de la Coupe du monde de saut d'obstacles 2014-2015, à Las Vegas, sur 1,60 m[1]
- 15 mai 2015 : 4e du Grand Prix de l'étape Coupe des nations (CSIO5*) de La Baule à 1,60 m[1]
- 5 juin 2015 : Vainqueur du Grand Prix de l'étape Coupe des nations (CSIO5*) de Saint-Gall, à 1,60 m[1]
- 28 juin 2015 : 6e du CSI5* de Knokke, à 1,60 m[1]
- 20 septembre 2015 : 12e de l'étape Global Champions Tour (CSI5*) de Vienne, à 1,55 m[1]
- 3 octobre 2015 : 12e du CSI5* de Los Angeles, à 1,50 m[1]
- 28 octobre 2015 : 4e de l'étape Coupe du monde (CSI4*-W) de Lexington, à 1,50 m[1]
- 14 novembre 2015 : Second de l'étape Coupe du monde (CSI3*-W) à 1,60 m de Las Vegas[1]
- 29 novembre 2015 : 12e de l'étape Coupe du monde (CSI5*-W) à 1,60 m de Madrid[1]

### En 2016
- Mars 2016 : 27e individuel de la finale de la Coupe du monde de saut d'obstacles 2015-2016 à Göteborg[1]
- 7 mai 2016 : 35e du Grand prix de l'étape Global Champions Tour de Hambourg, à 1,60 m[1]
- 21 mai 2016 : 27e du Grand prix de l'étape Global Champions Tour de Madrid, à 1,60 m[1]

### En 2017
- 22 septembre 2017 : 7e du Grand Prix du CSI3* de Knokke, à 1,55 m[1]
- 28 septembre 2017 : Second de l'épreuve à 1,45 m de l'étape Global Champions Tour de Berlin[1]

## Origines
Domino est un fils de l'étalon Thunder van de Zuuthoeve et de la jument Queen d'Azur Middelstede, par Azur de Paulstra,. Il possède 33,27 % d'origines Pur-sang.